# Dehesa Bonita
Dehesa Bonita es el nombre comercial de la dehesa boyal (Monte de Utilidad Pública Nº 231) de Somosierra, en el extremo norte de la Comunidad de Madrid, España.

## Flora y fauna
La singularidad principal del bosque es su gran número de abedules, especie muy abundante en la Dehesa, típico de zonas húmedas. Sin embargo el árbol más abundante es el roble melojo y también hay algunas coníferas como el pino silvestre y el tejo. 
Al ser una dehesa boyal existe un importe número de especies ganaderas como vacas, bueyes o caballos. A estos se unen los animales salvajes como los corzos, jabalíes, zorros, y ocasionalmente el lobo ibérico, y aves rapaces como el azor, el mochuelo, el búho real o el buitre leonado.

## Clima
Tiene un clima de montaña, por estar localizada a unos 1.400 metros de altitud. Está caracterizado por los inviernos fríos y los veranos suaves. Las precipitaciones son abundantes todo el año excepto en verano, superando los 1.100 mm anuales. En los meses de invierno la precipitación suele ser en forma de nieve. La temperatura media anual ronda los 14 grados con máximas de 25 y mínimas de -5.

## Ruta principal
Existe una ruta senderista circular de 4'82 km, que atraviesa gran parte del bosque. Se accede desde la N-I. Se trata de una ruta que atraviesa zonas de prados y arboleda. En el recorrido se puede observar una fuente muy típica de la sierra, con pilón, y también un mirador con vistas al bosque. La ruta se realiza en unas 3 horas aproximadamente.